# Hypopyra capensis
Hypopyra capensis là một loài bướm đêm trong họ Erebidae.

## Hình ảnh

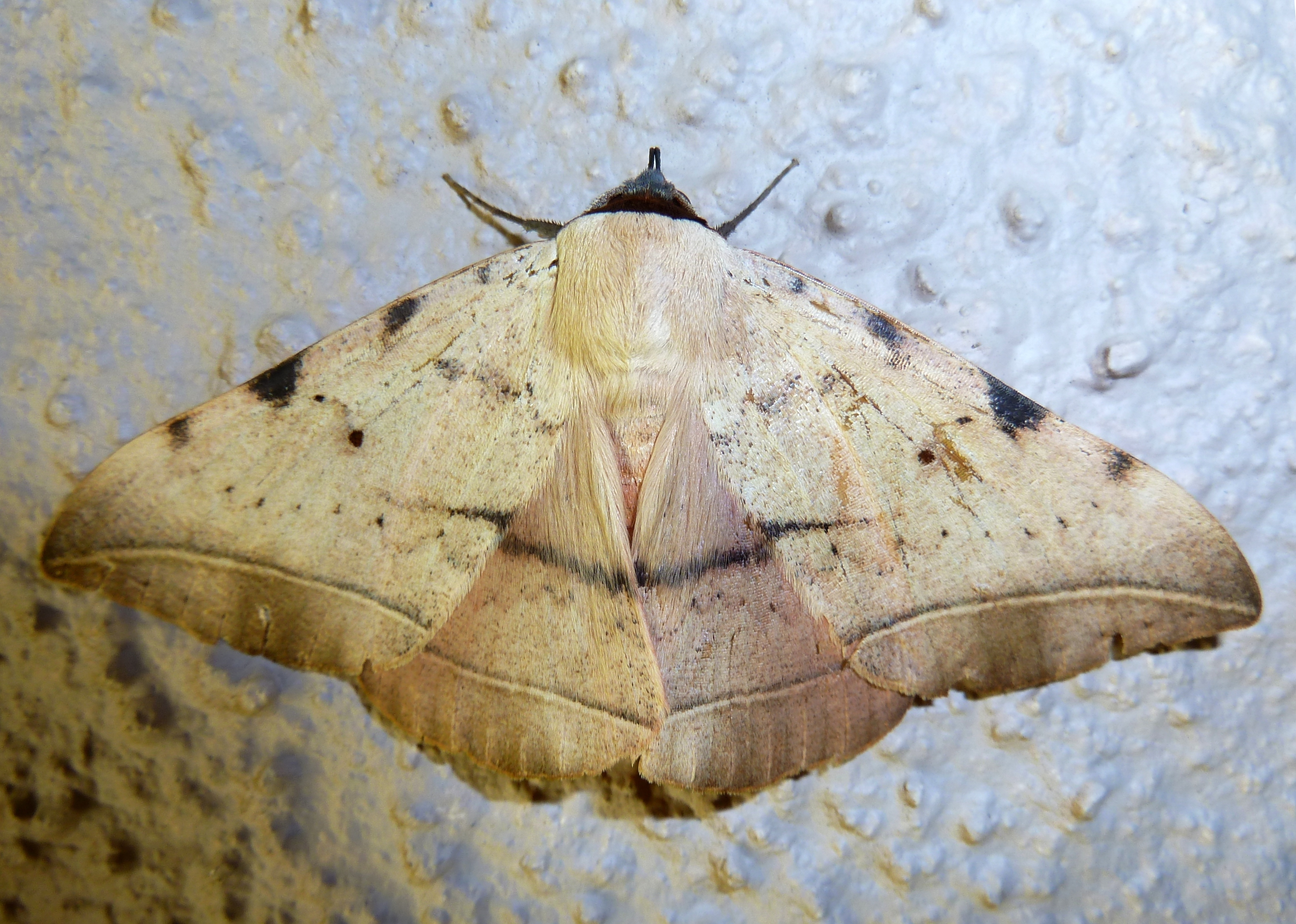
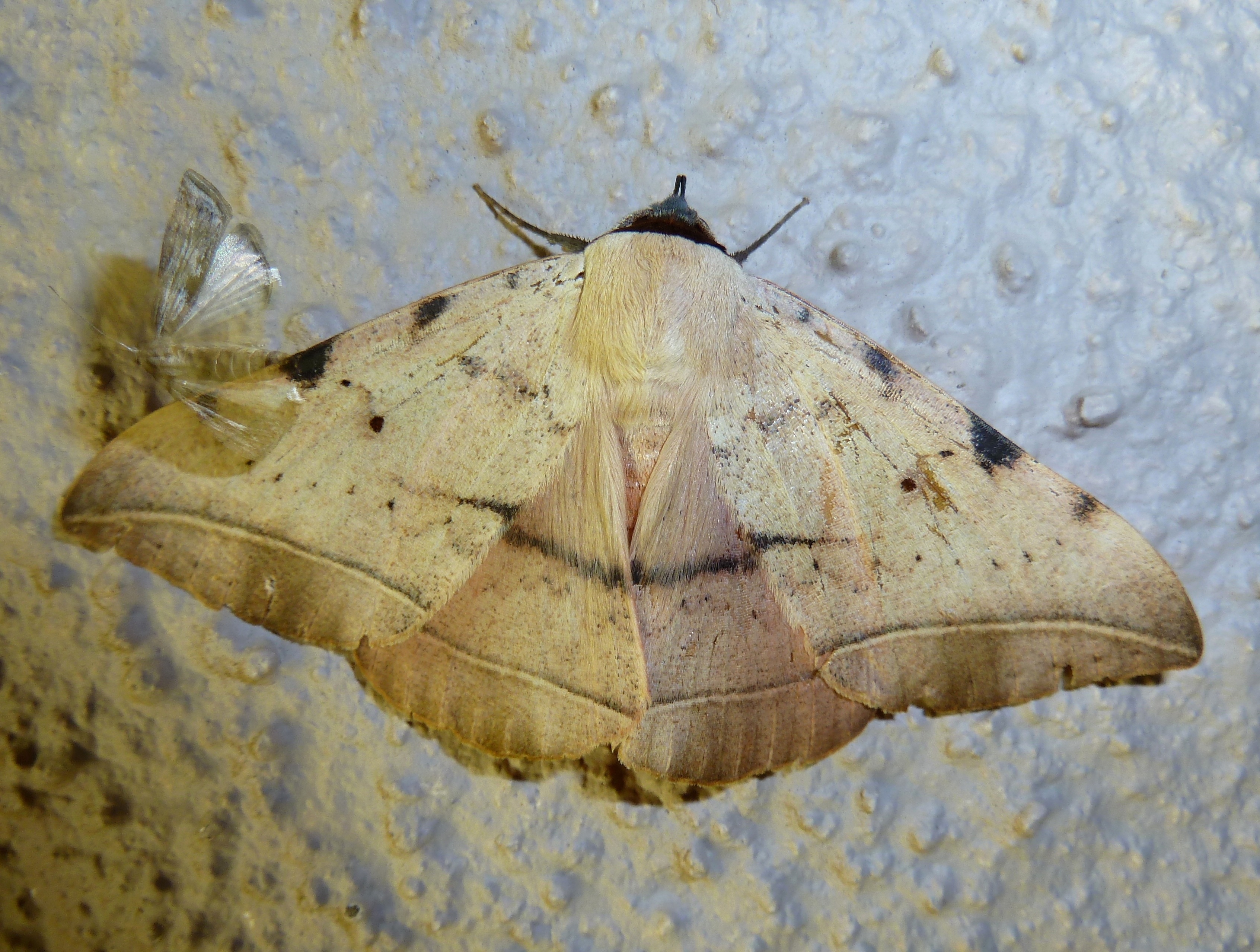
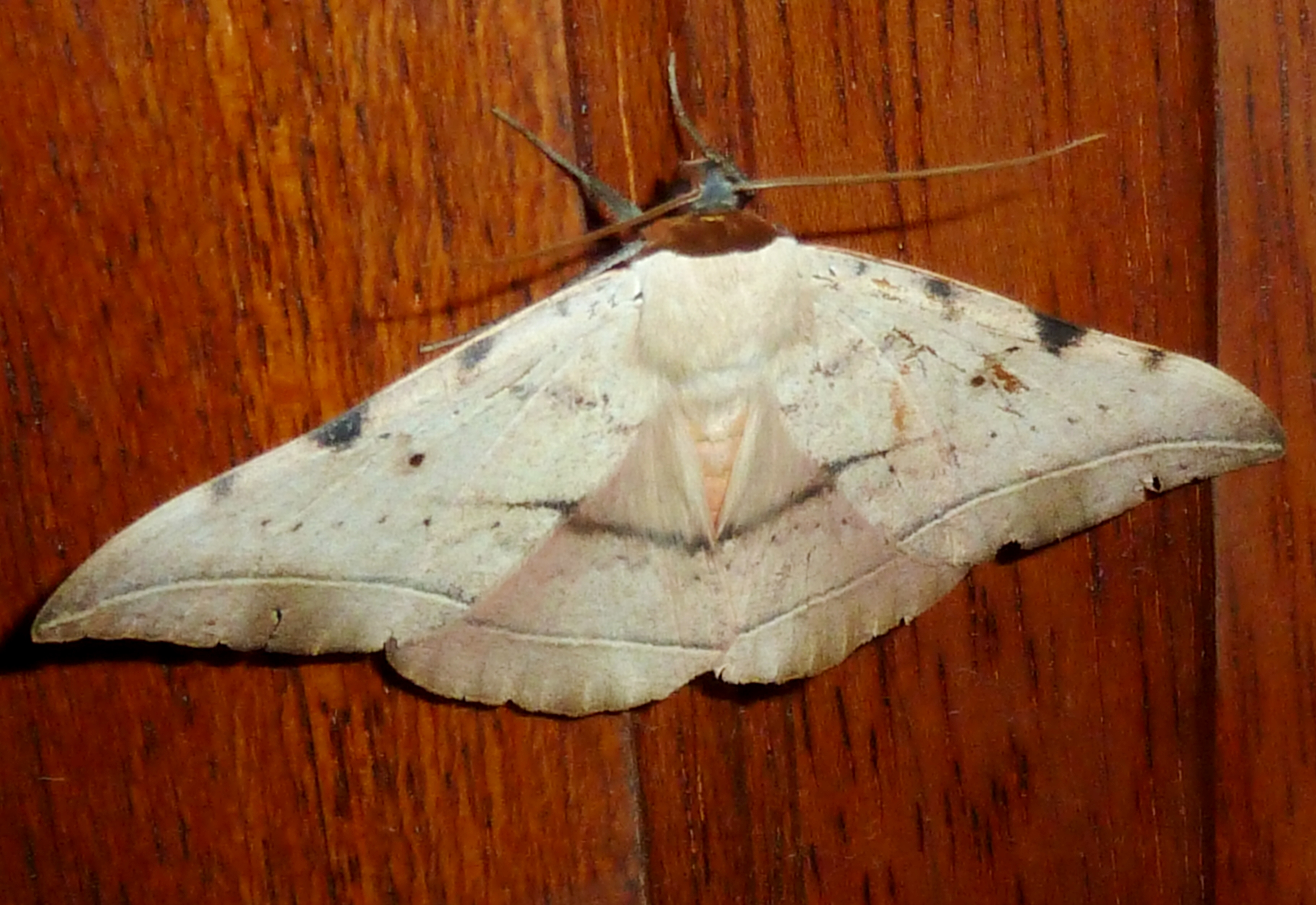
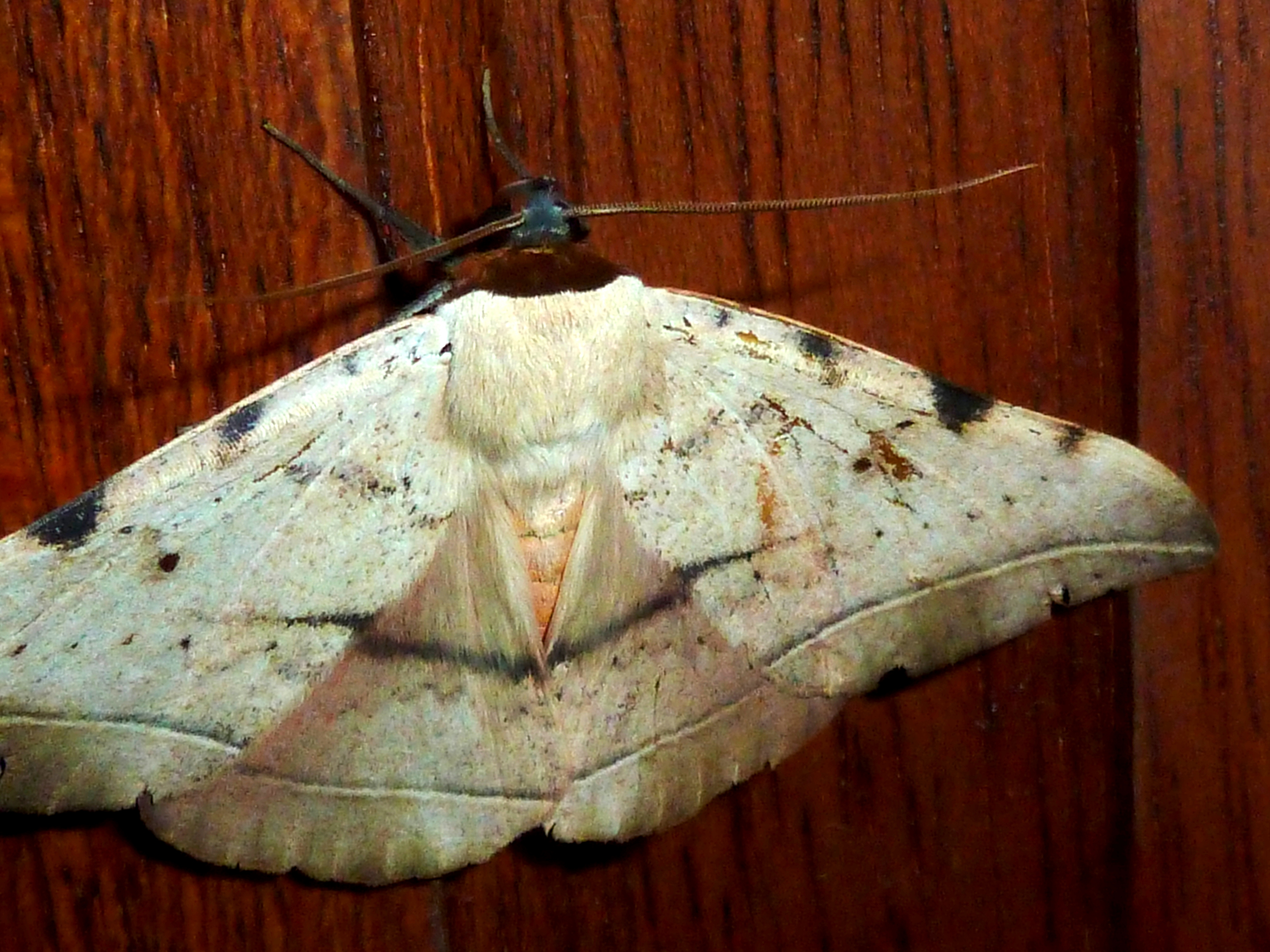